# Gudrid Thorbjörnsdotter
Gudrid Torbjörnsdotter (isländska Guðríður Þorbjarnardóttir) föddes kring år 980 på Island. Gudrid ledde tillsammans med sin make Torfinn Karlsämne Tordsson en expedition till Vinland. Hon skall därmed ha varit en av de första europeiska kvinnorna i Amerika, och hennes son Snorre var sannolikt den första europé som föddes på amerikansk mark.
Gudrid är en av huvudpersonerna i Erik den rödes saga och Grönlänningasagan.
Gudrids farfar Vivil kom som slav till Island från Irland. Fadern Thorbjörn Vivilsson var vän till Erik den röde, Grönlands upptäckare. Torbjörn och Gudrid flyttade till Grönland, där hon gifte sig med Thorstein Eiriksson, Leif Erikssons bror. Torsten avled dock i en sjukdom i Grönlands Västerbygd efter ett misslyckat försök att nå Vinland. Därefter gifte hon sig med den isländske stormannen Torfinn Karlsämne Tordsson (isländska Þorfinnur Karlsefni Þórðarson) omkring 1002. Gudrid var sannolikt en av de första europeiska kvinnorna på amerikansk mark och enligt uppgift även den första att föda ett barn där, sonen Snorre. Hon tillbringade tre år i Vinland enligt sagorna.
Därefter for hon tillsammans med de andra expeditionsdeltagarna från Vinland. Hon, Torfinn och Snorre bosatte sig på Glaumgård på norra Island. Senare i livet, efter Torfinns död, reste Gudrid på en pilgrimsfärd till Vatikanen i Rom, där hon redogjorde för sina upptäckter och erfarenheter. Efter hemkomsten från Rom blev hon nunna och valde eremitlivet i kyrkan på Island som sonen Snorre Karlsämnesson låtit bygga där.
Haukur Erlendsson, huvudförfattaren till Hauksbók i vilken en av versionerna till Erik Rödes saga finns, räknade sig som ättling till Gudrid och Torfinn.